# Mensonges et Faux Semblants
Pour plus de détails, voir Fiche technique et Distribution.
Mensonges et Faux Semblants (The Trials of Cate McCall) est un film de procès américain coproduit, écrit et réalisé par Karen Moncrieff sorti en 2013.

## Synopsis
Afin de recouvrer sa charge d'avocate et la garde de sa fille, Cate McCall, ancienne diva du barreau, doit défendre en appel une femme injustement accusée de meurtre…

## Fiche technique
- Titre original : The Trials of Cate McCall
- Titre français : Mensonges et Faux Semblants
- Réalisation et scénario : Karen Moncrieff
- Direction artistique : Clay A. Griffith
- Décors :
- Costumes : Maya Lieberman
- Photographie : Antonio Calvache
- Son : Brian Armstrong
- Montage : Toby Yates
- Musique :
- Production : Marc Bienstock, Eric Karten, Karen Moncrieff et Peter Schafer
- Société(s) de production : Pitbull Pictures et Sunrise Films
- Société(s) de distribution :
- Budget :
- Pays d’origine :  États-Unis
- Langue originale : anglais
- Format : couleur - 35 mm - 1,85:1 - son Dolby numérique
- Genre : Film de procès
- Durée :
- Date de diffusion :
  -  Hongrie : 28 novembre 2013
  -  États-Unis : 5 avril 2014[1] sur Lifetime
  -  France : 20 novembre 2014 sur M6

## Distribution
- Kate Beckinsale (VF : Laura Blanc) : Cate McCall
- James Cromwell (VF : Michel Ruhl) : le juge Jamison Sumpter
- Mark Pellegrino (VF : Guillaume Lebon) : l'inspecteur Welch
- Clancy Brown : Brinkerhoff
- Nick Nolte (VF : Jacques Frantz) : Bridges
- Taye Diggs : Austin Moseley
- Isaiah Washington	: Wilson George
- Brendan Sexton III : Rusty
- Dale Dickey : Mme Stubbs
- David Lyons : Josh
- Ava Kolker : Augie
- Michael Hyatt (VF : Laura Zichy) : Fern
- Anna Anissimova (VF : Marie-Laure Dougnac) : Lacey
- Joseph Lyle Taylor (VF : Christophe Desmottes) : Duncan
- Kathy Baker : Thérapeute

 Source et légende : version française (VF) sur RS Doublage et selon le carton du doublage français du film.

## Accueil
Le téléfilm a été vu par 1,202 million de téléspectateurs lors de sa première diffusion sur Lifetime.